# 索基爾尼察亞
48°7′27″N 23°23′59″E / 48.12417°N 23.39972°E

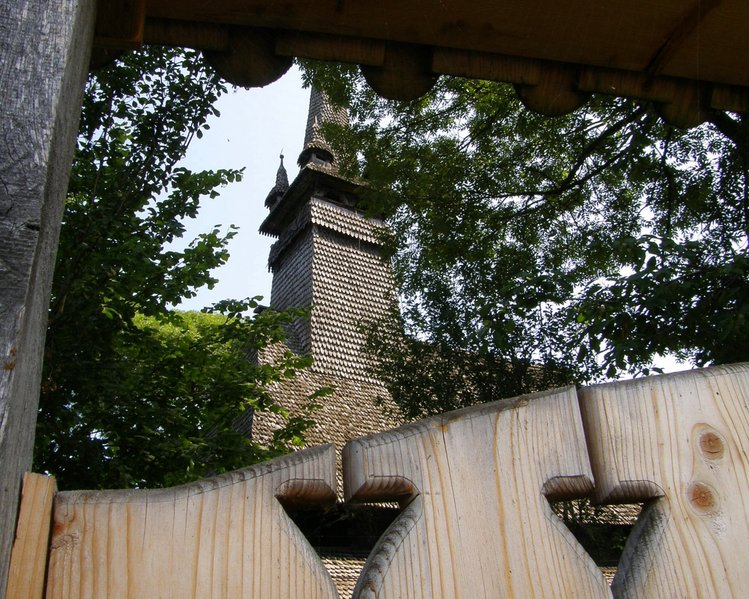

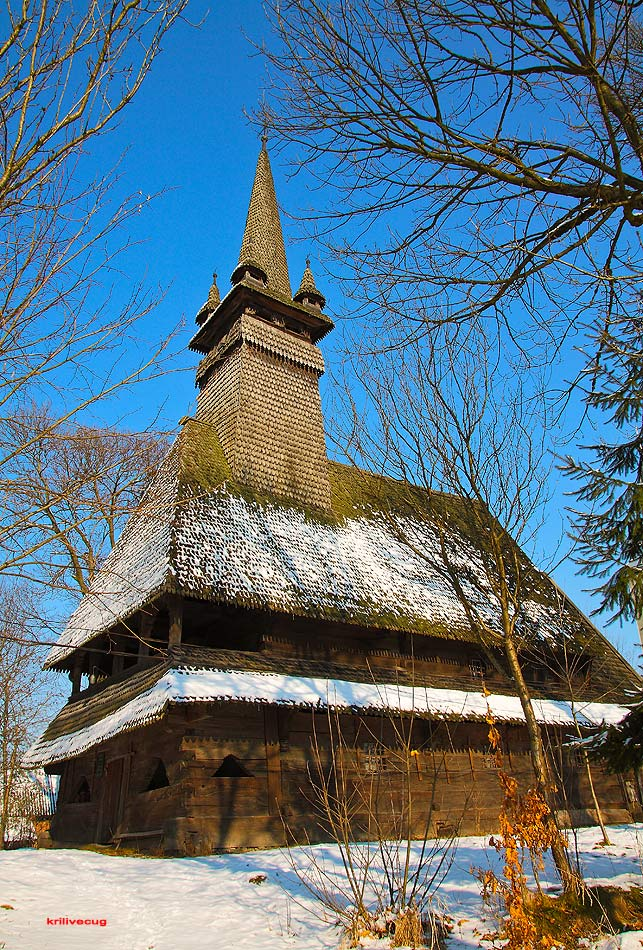

索基爾尼察亞（烏克蘭語：Сокирниця）是位於烏克蘭西部外喀爾巴阡州的胡斯特區的村莊，海拔高度183米，城鎮上的教堂建於十七世紀，2001年人口5,217。